# Károlyi György (főispán)
Nagykárolyi gróf Károlyi György Károly József János Baptist (Bécs, 1802. március 28. – Budapest, 1877. november 9.) főispán, királyi valóságos belső titkos tanácsos, magyar királyi főudvarmester, politikus, mecénás, az MTA tagja. Széchenyi István és Wesselényi Miklós mellett a reformkor egyik legnagyobb formátumú alakja volt.

## Élete

### Családja és származása
Gróf Károlyi György 1802 márciusában jött a világra az osztrák fővárosban gróf Károlyi József (1768–1803) és gróf Elisabeth von Waldstein–Wartenberg (1769–1813) hatodik, utolsó előtti gyermekeként. Öt testvére közül a legidősebb gyermek, Erzsébet (1791–1795) kisgyermekként elhalálozott. Második nővére, Mária Anna (1793–1848) nőül ment gróf Franz von Königsegg–Auendorfhoz; harmadik nővére, Franciska (1800–1823) nagymihályi és sztárai gróf Sztáray Albert neje lett; egyetlen húga, Jozefa (1803–1863) gróf Joseph von Trauttmansdorf feleségeként külföldre került. Két fivére volt: István (1797–1881) és Lajos (1799–1863), akik mindketten számos leszármazottal gyarapították a családot.

### Életpályája
Házi nevelők tanították Pesten, majd 1817–20-ban a pesti egyetem jogi karának tanárai oktatták. Az utolsó iskolai vizsgát májusban tette le. Júniusban katona lett a császár-ulánusoknál és ősszel hadnagy a Würtemberg-huszároknál, 1821-ben főhadnagy a Hessen-Homburg-huszároknál. Itt volt akkor gróf Széchenyi István is, akivel baráti viszonyba lépett. Károlyi György utóbb Széchenyi útitársaként elkísérte őt a gróf több nyugat-európai utazására is.
1822-ben a magyarországi főhadiparancsnok Estei Ferdinánd főherceg mellett Budán az ekvitációnál szolgált. 1823-ban a Nostitz könnyű lovasezrednél lett kapitány. Ekkor megvált a katonaságtól és birtokaira vonult vissza. 1824-ben Franciaországban és Angliában tett utazást.
1825-ben a reformországgyűlésen 40 000 forint felajánlásával egyik alapítója volt a Magyar Tudományos Akadémiának.
1826–27-ben Szász- és Poroszországot, azután Németalföldet, 1828–29-ben gróf Széchenyi Istvánnal Német- és Franciaországot, valamint Angliát utazta be. 1829–30-ban Párizsban időzött.
Az 1830. évi koronázó országgyűlésen mint Szatmár vármegye követe jelent meg. A Magyar Tudományos Akadémiának kezdete óta igazgató tagja volt; tiszteleti taggá 1832. március 10-én választották meg. 1830 körül a reformmozgalom támogatója volt Szatmár vármegyében.
1832–35-ben, míg pesti palotáját újraépítették, beutazta Dél-Németországot, Egyiptomot, Núbiát, Arábiát, Palesztinát, Kis-Ázsiát. Hazaérkezvén, végleg Pesten telepedett le. 1836. május 16-án feleségül vette Zichy Karolina grófnőt (akit Petőfi is megénekelt), vele beutazta Olaszországot, Svájcot és az 1836–37-es telet Párizsban töltötte.
1839-ben Szatmár vármegye főispánjává nevezték ki. Ugyanebben az évben az Országos Magyar Gazdasági Egyesület (OMGE) egyik alapítója, elnöke volt. Ugyancsak 1839-től az országgyűléseken a sógora, Batthyány Lajos által vezetett mérsékelt főrendi ellenzék tagja.

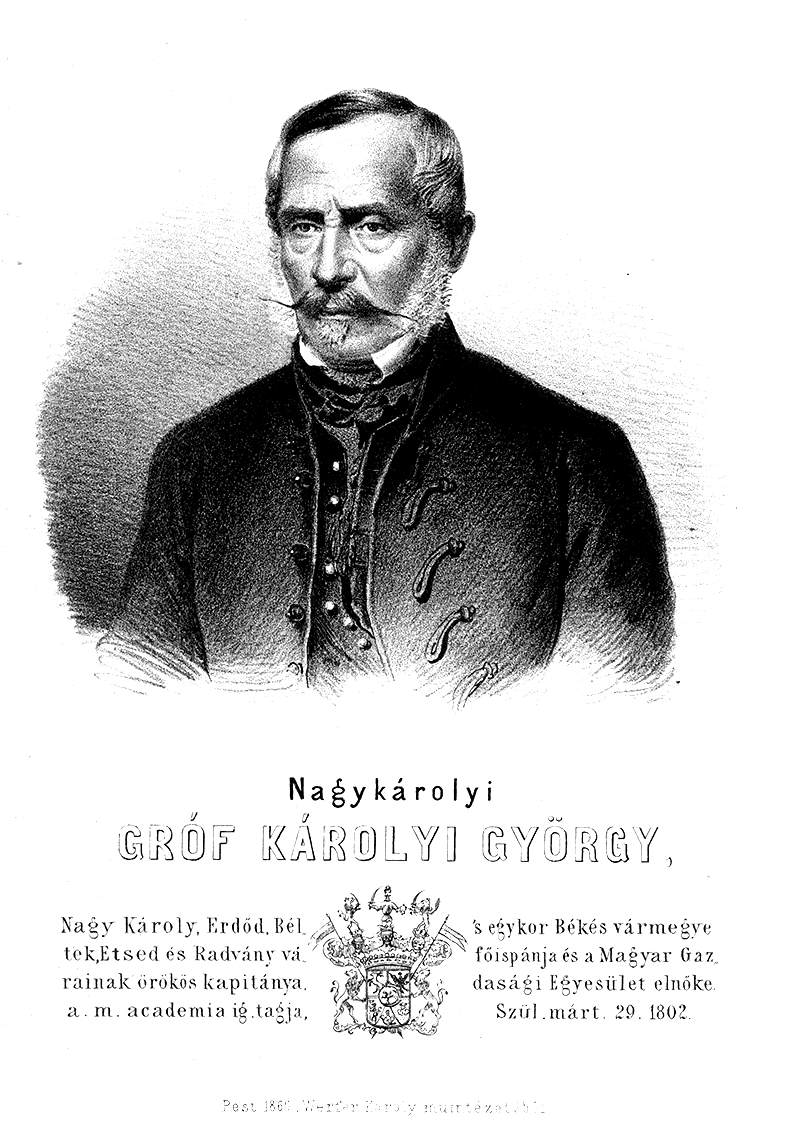
Károlyi arcképe, (1860)

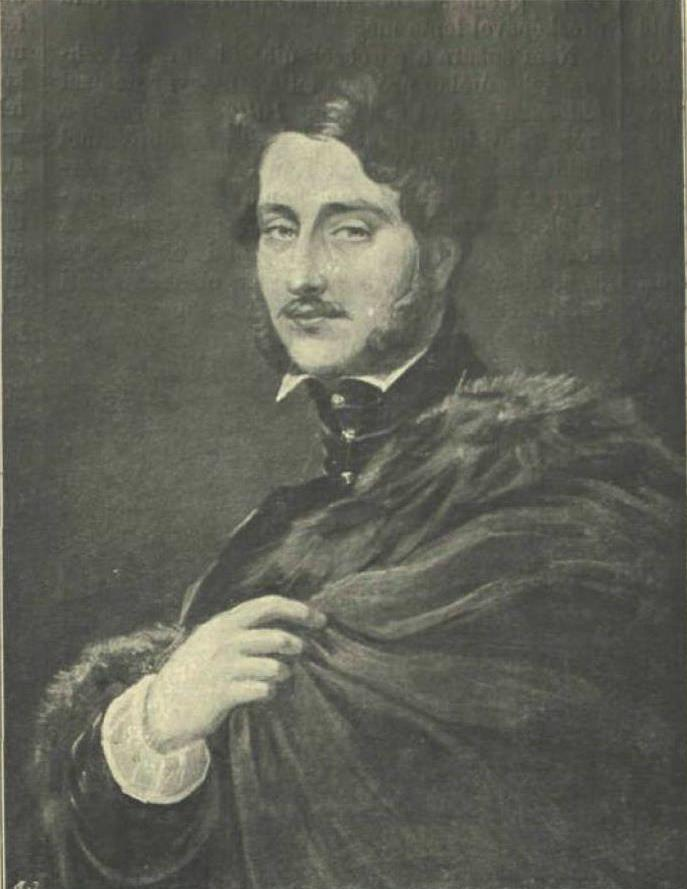
Károlyi György, Vasárnapi Ujság illusztrációja, 1897/41

1841-től Békés vármegye főispánja. A Maros szabályozásának királyi biztosa. 1848-ban Szatmár vármegye főispánja, országgyűlési képviselő volt.
1849-ben Kossuth Lajost üdvözölte Pestre történt bevonulásakor, bár a Habsburg-ház trónfosztását helytelenítette. 1849. január elején, Windischgrätz bevonulásakor, Fehér megyei, csurgói birtokára vonult vissza. Pesti palotája előbb Windischgrätz, majd júliustól Haynau főhadiszállása volt. A szabadságharc bukása után itt fogták el, és augusztus 11-én Pestre kísérték, majd szeptember 16-án szabadon bocsátották. 1849. december 10-én, mivel az országgyűlés tanácskozásaiban 1848. október 3-a után is részt vett, a haditörvényszék háromhavi fogságra és 150 000 forintnyi pénzbírságra ítélte, Haynau azonban a fogságot elengedte.
Szabadulása után birtokain gazdálkodott, mintagazdaságai országos hírűek voltak. 1854-ben megvásárolta a mintegy 27 helység határára kiterjedő debrői uradalmat, melyhez Parád is tartozott. 1876-ban elsőszülöttségi hitbizományt alakított belőle. Halála után a hitbizomány elsőszülött fiára, Gyulára szállt. 
1867-ben ismét Szatmár vármegye főispánja, később koronaőr, főudvarmester lett.
Ő építtette a pesti Károlyi-palotát, ahol a Károlyi család levéltárát is őrizték. Ezenkívül az ő parancsára készült el a grófi család kaplonyi díszes temploma és családi sírboltja is.

## Társadalmi tevékenysége
A társadalmi téren nagy buzgalmat és tevékenységet fejtett ki. A Casinónak kezdet óta egyik igazgatója volt. A lóversenyek alapításánál Széchenyinek segédkezet nyújtott. 1838. március 14–15-én, amikor a kiáradt Duna rombadöntötte Pestet, ő és neje részvéttel fogadták palotájukba a szerencsétleneket, gondoskodtak elhelyezésükről és ellátásukról. Az Országos Magyar Gazdasági Egyesületnek 4200 forinttal alapítója lett és az 1839. március 17-én közgyűlésen elnökévé választották, mely tisztséget 1849-ig viselte. Elnök volt a Lánchíd igazgatóságánál 1870-ig, az alagút-, a magyar biztosító-, az alföldi vasút-társaságnál, a tiszaszabályozó-társaság központi bizottságánál, a mátrai bánya-egyletnél, az írói segélyegylet ellenőrző bizottságánál, ahol jelentős alapítványt tett, végül a földhitelintézet felügyelő bizottságánál is, ahol szintén jelentékeny összeggel lépett az alapítók közé.
Az ezernyolcszázötvenes években a hatalom már elhatározta a Nemzeti Színház összegyűlt adósságai ürügyén való bezáratását, amikor annak megmentésére (nyilvános föllépés tilalma miatt) magánlevelezés útján szerezte meg a kellő alapot az intézet adósságai kifizetésére; az alapot az ő őrizete alá rendelték, melyhez 20 000 forinttal járult hozzá.

### Házassága és gyermekei

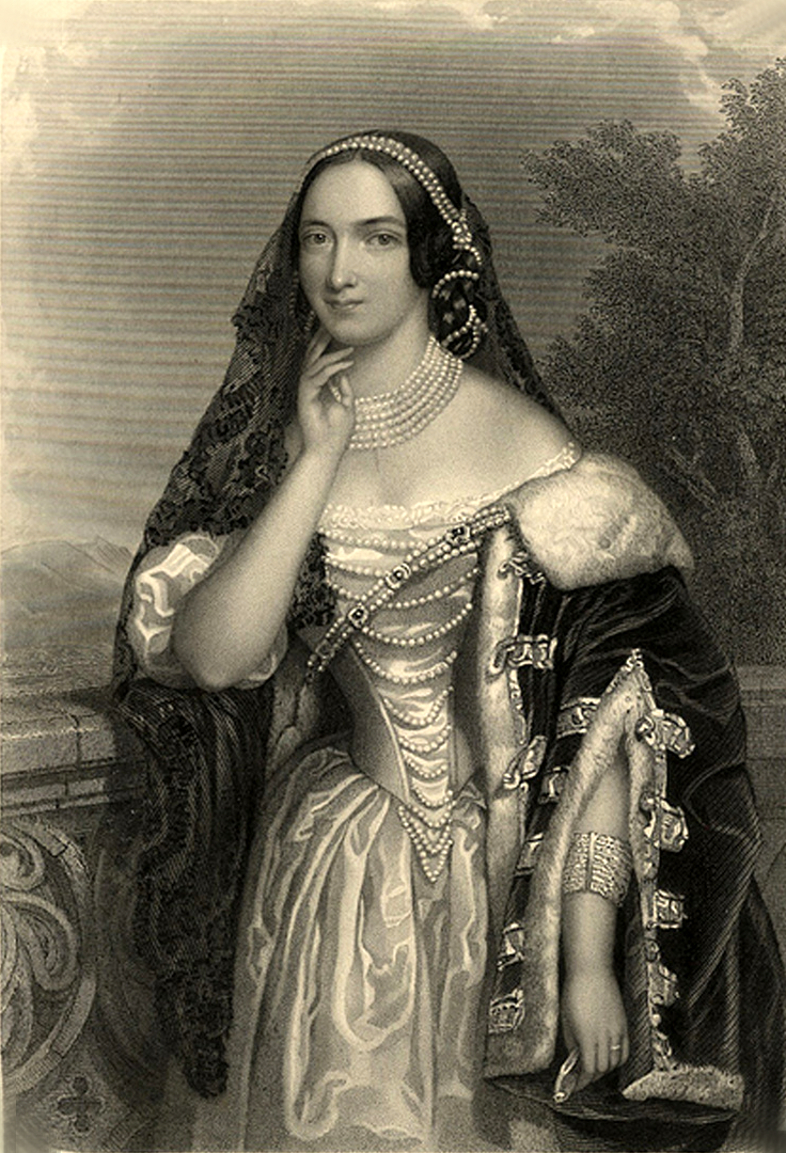
Felesége, Zichy Karolina (Barabás Miklós rajza, 1846

1836. május 26-án Pozsonyban gróf Károlyi György feleségül vette zicsi és vázsonykői gróf Zichy Karolinát (1818–1903), Zichy Károly gróf leányát. Kapcsolatuk alatt hat gyermek született:
- Gyula Károly György Tranquillin (Budapest, 1837. május 7. – Budapest, 1890. november 11.), első felesége nagykárolyi gróf Károlyi Georgine, második felesége erdődi gróf Pálffy Geraldine (1859–1928)
- Viktor (Budapest, 1839. február 17. – Csurgó, 1888. január 4.), felesége orczi báró Orczy Irma
- Gábor (1841. november 19. – 1895. augusztus 31.), felesége Major Amélie
- Tibor János Nepomucen Jusztin (Pozsony, 1843. szeptember 26. – Abbázia, 1904. április 5.), felesége gróf Emma von Degenfeld–Schönburg
- István (Budapest, 1845. február 3. – Nagykároly, 1907. július 31.), felesége zsombolyai és janovai gróf Csekonics Margit
- Pálma Teréz (Batthyány Lajos természetes gyermeke) (Bergamo, 1847. március 28. – Budapest, 1919. április 14.), férje cserneki és tarkői gróf Dessewffy Aurél.